# Drets del col·lectiu LGBT a Maine

Les persones lesbianes, gais, bisexuals i transgènere (LGBT) de l'estat de Maine, als Estats Units d'Amèrica, tenen els mateixos drets legals que les persones no LGBT. El matrimoni igualitari està reconegut a Maine des del desembre de 2012, després d'un referèndum en què la majoria dels votants van aprovar una iniciativa per legalitzar el matrimoni entre persones del mateix sexe. La discriminació per motius d'orientació sexual i identitat de gènere està prohibida en les àrees d'ocupació, habitatge, crèdit i allotjament públic. A més, l'ús de la teràpia de conversió en menors està prohibit des del 2019, i l'adopció conjunta està permesa per a les parelles del mateix sexe.

## Història i lleis sobre l'activitat sexual entre persones del mateix sexe
En convertir-se en estat el 1820, Maine va continuar aplicant la llei de Massachusetts. En aquell moment, la llei de Massachusetts castigava les relacions sexuals anals amb treballs forçats de fins a deu anys. Un any més tard, Maine va promulgar la seva pròpia llei de sodomia, essencialment copiant la llei de Massachusetts, que deia: "Que si un home comet el delicte contra natura amb un home o un nen, o un home o una dona té còpula carnal amb una bèstia..." La pena es va fixar en un any de confinament solitari seguit de 10 anys de treballs forçats. Una revisió el 1840 va eliminar les especificitats de gènere (la sodomia heterosexual es va criminalitzar), l'any de confinament solitari i la disposició de treballs forçats. Finalment, la pena es va fixar en un màxim de fins a deu anys de presó. Això romandria sense canvis fins al 1976.
El primer cas judicial que va tractar el tema va tenir lloc el 1938. En el cas State contra Cyr, el Tribunal Suprem de Maine va dictaminar per unanimitat que la fel·lació (sexe oral) constituïa un delicte i queia dins l'àmbit de l'estatut de sodomia com a "delicte contra natura". En aquest cas concret, Cyr havia practicat sexe oral amb una dona anònima. Tot i que la dona havia dut a terme l'acte, només Cyr va ser processat. El 1939, en el cas de State v. Langelier, el mateix tribunal va dictaminar que el consentiment no era una defensa contra una acusació de sodomia (tant l'activitat consensual com la no consensual podien ser processades). La llei de sodomia es va ampliar per incloure actes de cunnilingus el 1950 a State v. Townsend. En State v. Pratt el 1955, el Tribunal Suprem de l'estat va dictaminar que la masturbació, tot i ser una "perversió sexual vil, antinatural i detestable", no era una violació de l'estatut de sodomia.
A la dècada del 1960, un home gai processat per sodomia va intentar que la llei s'anul·lés per inconstitucionalment vaga i una invasió de la privadesa, tot i que el Tribunal Suprem de l'estat va fallar en contra del demandant en el cas State v. White el 1966. L'últim cas de sodomia va ser State v. Pratt, decidit el 1973, on el Tribunal Suprem va anul·lar la condemna de Pratt per sodomia perquè el jutge del judici havia instruït el jurat que la sodomia era completa amb un simple toc del penis. El Tribunal Suprem va reiterar la llei estatal que s'havia de provar la penetració real.
Maine va derogar la seva criminalització legal de l'activitat sexual entre persones del mateix sexe el 1976. La sodomia entre parelles heterosexuals es va legalitzar al mateix temps. L'edat de consentiment es va fixar en 16 anys.

## Reconeixement de les relacions entre persones del mateix sexe
Maine va establir parelles domèstiques per a parelles del mateix sexe l'abril de 2004.
Arran dels esdeveniments legals a Hawaii, així com a diversos països europeus i al Canadà, Maine va promulgar una prohibició del matrimoni entre persones del mateix sexe el 1997. El 6 de maig de 2009, l'estat va promulgar una llei per permetre el matrimoni entre persones del mateix sexe. Abans que la llei entrés en vigor, però, va ser derogada per un referèndum el 3 de novembre de 2009.
El 26 de gener de 2012, es va lliurar al Secretari d'Estat una petició per a una iniciativa de matrimoni entre persones del mateix sexe amb més de 105.000 sol·licituds, més de les necessàries per optar a la votació. El 7 de novembre de 2012, la majoria dels votants de Maine van aprovar la iniciativa, coneguda com a Pregunta 1, per un marge del 53% al 47%, legalitzant el matrimoni igualitari a l'estat. La llei va entrar en vigor el 29 de desembre de 2012.
Maine ha proporcionat beneficis a les parelles del mateix sexe dels empleats estatals des del 2001.

## Adopció i criança
La llei de Maine permet que les persones LGBT solteres i les parelles del mateix sexe, casades o no, sol·licitin adoptar.
Les parelles lesbianes tenen accés a la fecundació in vitro. La llei estatal reconeix la mare no genètica ni gestacional com a mare legal d'un fill nascut per inseminació de donant, independentment de l'estat civil dels pares. A més, els acords de gestació subrogada són legals i reconeguts a l'estat. Les parelles del mateix sexe són tractades de la mateixa manera que les parelles de sexe oposat en l'ús del procés de gestació subrogada gestacional o tradicional.

## Proteccions contra la discriminació
La llei de Maine penalitza la discriminació en l'ocupació, l'habitatge, el crèdit, els allotjaments públics i les oportunitats educatives per motius d'orientació sexual o identitat o expressió de gènere reals o percebudes, entre altres categories. La llei va ser modificada per afegir aquestes proteccions el 2005, aprovada per la Cambra de Representants per 91-58 i pel Senat per 25-10. Va ser impugnada en un referèndum de veto, que va ser derrotat pel 55% dels votants el 8 de novembre de 2005; com a resultat, la llei va romandre vigent.
La legislació per protegir les persones LGBT+ de la discriminació injusta es va proposar per primera vegada el 1977, tot i que no va ser aprovada per cap de les cambres de la Legislatura de Maine. Un projecte de llei va ser aprovat tant per la Cambra de Representants com pel Senat el 1993, però va ser vetat pel governador John R. McKernan Jr. Un altre projecte de llei va ser aprovat per ambdues cambres el 1999 i va ser promulgat pel governador Angus King, però va ser derrotat en un referèndum el 7 de novembre de 2000 per un marge de 4.000 vots.
El 17 de juny de 2021, la Legislatura de Maine va aprovar i el governador de Maine va signar un projecte de llei (LD1688) per incloure explícitament la "identitat de gènere i l'estatus familiar" en tots els estatuts legals de Maine, no només en les lleis de discriminació.

### Llei de delictes d'odi
La llei de delictes d'odi de Maine inclou tant l'orientació sexual com la identitat de gènere. La llei preveu agreujaments de pena per un delicte motivat per l'orientació sexual o la identitat de gènere real o percebuda de la víctima, entre altres categories.

## Dades dels centres sanitaris
A partir de l'1 d'octubre de 2026, els centres sanitaris de Maine han d'exigir i incloure explícitament les dades d'orientació sexual i identitat de gènere, segons les lleis de Maine promulgades.

## Defensa de pànic gai i trans
El juny de 2019, la Legislatura de Maine va aprovar un projecte de llei (aprovat per la Cambra de Representants per 132 a 1 i pel Senat per 35 a 0) per prohibir la defensa de pànic gai i trans, amb efecte a partir de l'1 de juliol de 2019. La defensa de pànic gai és una estratègia legal en què els acusats de delictes violents afirmen que les insinuacions sexuals no desitjades entre persones del mateix sexe els van provocar a reaccionar en defensa pròpia. Ocasionalment, l'acusat pot veure com els seus càrrecs disminueixen d'assassinat a l'acusació menor d'homicidi involuntari.

## Drets transgènere
L'abril de 2024, un projecte de llei aprovat i signat a Maine, tant pel governador com per la legislatura, "protegeix, defensa i salvaguarda explícitament l'atenció mèdica amb afirmació de gènere" (juntament amb l'avortament).
Des del juliol de 2023, una llei implementada legalment permet que els joves de 16 i 17 anys accedeixin a la teràpia hormonal per a l'atenció mèdica d'afirmació de gènere a Maine, aprovada per la Legislatura i promulgada pel Governador.
Des del novembre de 2019, els residents de Maine ja no necessiten la certificació d'un proveïdor mèdic per canviar el marcador de gènere als seus permisos de conduir i targetes d'identificació estatals. L'Oficina de Vehicles Motoritzats emetrà un permís de conduir actualitzat en rebre un "Formulari de Designació de Gènere" emplenat. El Departament de Salut i Serveis Humans de Maine emetrà un nou certificat de naixement que reflecteixi la identitat de gènere del sol·licitant després que aquest sol·licitant hagi completat una declaració jurada notarial. El nou certificat de naixement registrarà el sexe sol·licitat pel sol·licitant, és a dir, "masculí", "femení" o "X", juntament amb un nou nom i segon nom designats pel sol·licitant.
Hi ha tres opcions de sexe disponibles als permisos de conduir i als documents d'identitat estatals: "home", "dona" i "X". L'opció "X" va estar disponible per als certificats de naixement el juliol de 2020. Els sol·licitants d'una "X" necessiten una declaració d'un metge o proveïdor de salut mental amb llicència que afirmi la seva identitat de gènere. Els menors d'edat també necessiten el consentiment dels pares.
El gener de 2024, després d'una reacció negativa de la dreta, els demòcrates de Maine van votar per unanimitat a favor d'aprovar un projecte de llei que hauria proporcionat protecció de santuari a menors transgènere.
El juny de 2025, el Senat de Maine va rebutjar el Document Legislatiu 233, que hauria prohibit a les dones transgènere competir en esports femenins si competien en una escola finançada per l'estat.

### Doe contra l'Escola Regional Unitat 26
El gener de 2014, el Tribunal Suprem de Maine va fallar en el cas Doe contra la Unitat Escolar Regional 26 contra un districte escolar d'Orono que havia denegat a una estudiant l'ús d'un lavabo d'acord amb la seva identitat de gènere.

## Teràpia de conversió
El juny de 2018, ambdues cambres de la Legislatura de Maine van aprovar un projecte de llei per prohibir la teràpia de conversió a menors, abans d'ajornar la sessió sine die. El governador Paul LePage va vetar el projecte de llei el 6 de juliol de 2018. En el seu missatge de veto, LePage va declarar que el projecte de llei era "una amenaça a la llibertat religiosa d'un individu" i va afegir que els pares "tenen dret a buscar assessorament i tractament per als seus fills de professionals que no s'oposin a les creences religioses dels pares. No hem de prohibir que els professionals proporcionin la seva experiència a aquells que la busquen per a les seves pròpies preguntes personals i bàsiques com ara: 'Com puc afrontar aquests sentiments que estic experimentant?'". La teràpia de conversió ha estat qualificada de pseudociència per totes les principals associacions mèdiques i psicològiques americanes, incloses l'Associació Mèdica Nord-americana, l'Associació Americana de Psiquiatria i l'Associació Americana de Psicologia. El 9 de juliol de 2018, la Cambra de Representants de Maine va intentar anul·lar el veto, però va fracassar per 79 vots a favor i 61 en contra.
El 8 de maig de 2019, la Cambra de Representants va aprovar una nova legislació per prohibir la teràpia de conversió a menors, amb una votació de 91 a 46. Posteriorment, va ser aprovada pel Senat el 21 de maig de 2019 amb una votació de 25 a 9. La governadora Janet Mills va signar la legislació el 29 de maig de 2019. La nova llei va entrar en vigor 90 dies després de la conclusió de la sessió legislativa (és a dir, el 17 de setembre de 2019). Prohibeix als proveïdors d'atenció mèdica amb llicència practicar teràpia de conversió a menors dins de l'estat.

## Opinió pública
Una enquesta del Public Religion Research Institute del 2017 va trobar que el 71% dels residents de Maine donaven suport al matrimoni entre persones del mateix sexe, mentre que el 25% s'hi oposaven i el 4% no n'estaven segurs.
| Font de l'enquesta                 | Data(es) d'administració                | Mida de la mostra | Marge d'error | % suport | % oposició | % sense opinió |
| ---------------------------------- | --------------------------------------- | ----------------- | ------------- | -------- | ---------- | -------------- |
| Public Religion Research Institute | 2 de gener - 30 de desembre de 2019     | 266               | ?             | 76%      | 19%        | 5%             |
| Public Religion Research Institute | 3 de gener - 30 de desembre de 2018     | 303               | ?             | 69%      | 26%        | 5%             |
| Public Religion Research Institute | 5 d'abril - 23 de desembre de 2017      | 359               | ?             | 75%      | 19%        | 6%             |
| Public Religion Research Institute | 29 d'abril de 2015 - 7 de gener de 2016 | 460               | ?             | 70%      | 25%        | 5%             |

## Taula resum
| Activitat sexual entre persones del mateix sexe legal                         | (Des de 1977)                                                                                                  |
| Igualtat d'edat de consentiment (16)                                          | (Des de 1977)                                                                                                  |
| Lleis antidiscriminatòries en tots els àmbits                                 | (Des del 2005 per a l'orientació sexual i la identitat de gènere)                                              |
| La llei de delictes d'odi inclou l'orientació sexual i la identitat de gènere | Yes |
| Matrimoni igualitari                                                          | (Des de 2012)                                                                                                  |
| Reconeixement de parelles del mateix sexe (per exemple, parelles de fet)      | (Des de 2005)                                                                                                  |
| Adopció conjunta i fillastre per parelles del mateix sexe                     | Yes |
| Les persones lesbianes, gais i bisexuals poden servir obertament a l'exèrcit  | (Des de 2011)                                                                                                  |
| Les persones transgènere poden servir obertament a l'exèrcit                  | (Des de 2025)                                                                                                  |
| Les persones intersexuals poden servir obertament a l'exèrcit                 | (La política actual del Departament de Defensa prohibeix als "hermafrodites" servir o allistar-se a l'exèrcit) |
| Dret a canviar de gènere legal                                                | Yes |
| Accés a la FIV per a parelles lesbianes                                       | Yes |
| Prohibida la defensa de pànic gai i trans                                     | Yes |
| Teràpia de conversió prohibida a menors d'edat                                | Yes |
| Opció de tercer gènere                                                        | Yes |
| Els acords de gestació subrogada són legals per a parelles homosexuals        | Yes |
| Els homes que tenen relacions sexuals amb homes (MSM) poden donar sang        | / (Des del 2020; període d'ajornament de 3 mesos)                                                              |